# Hoplophthiracarus inoueae
Hoplophthiracarus inoueae är en kvalsterart som beskrevs av Aoki 1994. Hoplophthiracarus inoueae ingår i släktet Hoplophthiracarus och familjen Phthiracaridae. Inga underarter finns listade i Catalogue of Life.